# 費伊·韋爾登
費伊·韋爾登，CBE（1931年9月22日—2023年1月4日）是英國著名的女作家、散文家及劇作家，其作品一向都散發著女性主義。她畢業於聖安德魯斯大學，修讀心理及經濟學，共經歷三段婚絪。出道前，費伊曾從事廣告業，後來她於1967年出版了處女作《胖女人的笑话》，其後的數十年，她陸陸續續出版了很多的小說、散文及短篇故事，又替BBC的劇集撰寫劇本，令她獲得美國編劇工會獎。由於費伊的非凡貢獻，她曾經獲邀成為柏林影展及布克獎的評審。2001年，她出版的作品《The Bulgari Connection》成為首本接受商業贊助的小說，書中有大量的置入性行銷，因此引起爭議。2006年，她成為布魯內爾大學創作寫作的教授，2012年則成為巴斯思巴大學創作寫作的教授。